# Sinozaur
Sinozaur (Sinosaurus) – mięsożerny dinozaur z grupy teropodów; jego nazwa znaczy "chiński jaszczur".
Żył na początku wczesnej jury (hettang-synemur) na terenach wschodniej Azji. Jego szczątki znaleziono w Chinach (w prowincji Junnan).
Gatunek typowy, S. triassicus, został opisany na podstawie kilku zębów i fragmentu szczęki. W 2003 r. chiński paleontolog Dong Zhiming stwierdził podobieństwo między Dilophosaurus sinensis a sinozaurem. Polski paleontolog Grzegorz Niedźwiedzki zauważył podobieństwa z polskim archozaurem z rodzaju Smok wawelski. W 2007 r. w prowincji Junnan odkryto dodatkowe skamieniałości Sinosaurus triassicus, w tym niekompletną czaszkę i wiele kości szkieletu pozaczaszkowego. Xing i współpracownicy (2013, 2014, 2015) uznali Sinosaurus triassicus za starszy synonim "Dilophosaurus" sinensis. Natomiast Wang i współpracownicy (2017), uznając za prawdopodobną przynależność "D." sinensis do rodzaju Sinosaurus, jednocześnie nie uznali za udowodnione, iż gatunek ten jest młodszym synonimem S. triassicus i utrzymali "D." sinensis jako odrębny gatunek w obrębie rodzaju Sinosaurus, S. sinensis.